# Gravatamberus apiculatus
Gravatamberus apiculatus är en tvåvingeart som beskrevs av Mendes och Andersen 2008. Gravatamberus apiculatus ingår i släktet Gravatamberus och familjen fjädermyggor.
Artens utbredningsområde är Venezuela. Inga underarter finns listade i Catalogue of Life.